# Bernhard Dropmann
Bernhard Dropmann (* 29. Juli 1948) ist ein deutscher Regisseur und Schauspieler, er ist Intendant des Prinzregenten-Theaters in Ludwigshafen am Rhein.

## Leben
Dropmann gründete 1978 nach seiner Schauspielausbildung und einem Kunstgeschichtsstudium das Theater im Hemshof, das er noch heute leitet – seit 1991 unter dem Namen Prinzregenten-Theater.

## Weblink
- Bernhard Dropmann auf den Seiten des Prinzregenten-Theaters

| Personendaten    | Personendaten                                   |
| ---------------- | ----------------------------------------------- |
| NAME             | Dropmann, Bernhard                              |
| KURZBESCHREIBUNG | deutscher Regisseur, Schauspieler und Intendant |
| GEBURTSDATUM     | 29. Juli 1948                                   |